# 野獣死すべし
『野獣死すべし』（やじゅうしすべし）は、1958年に発表された、大藪春彦のデビュー作となるハードボイルド中編小説。
早稲田大学の同人誌に発表され、のちに講談社をはじめとするいくつかの出版社から刊行された。電子書籍版や映像作品も制作されている。本項では派生作品『野獣死すべし 復讐篇』、『野獣死すべし 渡米篇』についても説明する。

## 概要

### 執筆の経緯
「野獣死すべし」は大藪春彦が早稲田大学在学中、二年生の春休みに大学ノートに書き留めたものである。作者はここで「裏返しの青春」を描こうとしたという。主人公はアプレゲールの生き残りで、既成の社会を無視してのし上がろうとする。伊達邦彦は一度徹底的に傷ついた人間が悪霊として生まれ変わった存在だとしている。
本作は、はじめ友人たちとの同人誌「青炎」に発表されたが、これを目にした同大英文科の教授でワセダ・ミステリ・クラブの顧問である千代有三が推理作家の江戸川乱歩に薦め、乱歩は本作を当時自身が編集長を務めていた雑誌「宝石」に全文掲載した。乱歩は誌上で推薦の辞を述べている。
以後、「野獣死すべし」は注目を集め、毎日新聞で大藪の特集が組まれ、1959年には仲代達矢主演で映画化されるなど、作者は新進ハードボイルド作家として脚光を浴びる。

### あらすじ
大学院に籍を置く学生、伊達邦彦は戦争で心に傷を受けた世代の生き残り。普段は物静かな秀才として平穏な日々を送っているが、それは表向きの顔にすぎない。彼の心の奥底には暗い憎悪と熱い怒りが渦巻き、影では射撃、スポーツ、特殊技術の習得にストイックに没頭していた。この世で信頼するものは金と武器、そして力。やがて彼は、心に巣食う闇と日頃培った能力を解き放つかのように、空前の完全犯罪を計画する。最初の殺人、強盗を犯し、逃げおおせる伊達。ただ己のみを信じ、何者をも拒むローンウルフ、伊達邦彦。“野獣”は野に放たれ、物語は幕を開けた。

### 登場人物
伊達邦彦
大学院生
岡田良雄
警部
チャーリー陳
クラブ「マンドリン」のマネージャー
三田徹
「マンドリン」の用心棒
はじきの安
「マンドリン」の用心棒
真田
伊達の大学時代の同級生

### 刊行履歴
※書名は特記のあるものを除き本項に準ずる。
- 1958年 - 5月、早稲田大学の文学同人雑誌『青炎』創刊号に掲載。
  - 7月、『宝石』に全文掲載。（商業誌への初出）挿絵は太田大八。
  - 10月、大日本雄弁会講談社より単行本刊行[注 1]。
- 1961年 - 浪速書房
  - 同年、東都書房刊行『日本推理小説大系』第16巻「現代十人集」に収録。
- 1965年 - 大藪春彦ホット・ノベル・シリーズ2
- 1972年 - 新潮文庫
- 1979年 - 角川文庫
- 1997年 - 光文社文庫『伊達邦彦全集1』に収録。
- 2016年 - 集英社刊行『冒険の森へ - 傑作小説大全』第3巻「背徳の仔ら」に収録。
- 2021年 - 創元推理文庫『日本ハードボイルド全集』第2巻に収録。

## 復讐篇

### あらすじ
前作でアメリカに逃げおおせた邦彦はハーバード大学の修士課程を終え、コロンビア大学大学院の博士課程へ進んでいたが、かつて父の会社である新満精油を乗っ取った矢島祐介の御曹司雅之が、邦彦の妹晶子をたらし込んだことを知り、急遽大学院を中退して日本へ帰国する。父の仇を討つため、邦彦は経済界の怪物とまで呼ばれるようになった矢島の経営する京急コンツェルンに闘いを挑む。

### 登場人物
伊達邦彦
新東商事の社員
晶子
邦彦の妹
矢島裕介
京急コンツェルンの総帥
矢島雅之
裕介の息子
九條典子
雅之の許婚者
黒松
新東商事の社長
若月貴美子
黒松の個人秘書
水野
弁護士
山下
用心棒
城真紀子
「ボニー」のウェイトレス
町田
邦彦の同級生
正田
東洋日報の記者

### 刊行履歴
※書名は特記のあるものを除き、本項に準ずる。
- 1959年10月から12月にかけて「週刊新潮」に連載。
- 1960年 - 新潮社（単行本）[注 2]
- 1969年 - 大藪春彦ホット・ノベル・シリーズ30
- 1972年 - 新潮文庫『野獣死すべし』に収録。
- 1979年 - 角川文庫『野獣死すべし』に収録。
- 1997年 - 光文社文庫『伊達邦彦全集1』に収録。
- 2016年 - 集英社刊行『冒険の森へ - 傑作小説大全』第3巻「背徳の仔ら」に収録。

## 映画
野獣死すべし（1959年）
映画化第一作。製作：東宝、監督：須川栄三、主演：仲代達矢。大藪自身もカメオ出演している。
野獣死すべし 復讐のメカニック（1974年）
『復讐篇』の映画化。製作：東宝、監督：須川栄三、主演：藤岡弘。
藤岡は、原作を読んで伊達邦彦のクールでエリートな部分を自身が演じることは難しいだろうと考え、事実完成作品は原作と大きく変わり田舎っぽいすごさがあったと述懐している。また、仲代版や松田版との対比から、同じ役でも演じる人によってそれぞれの個性が出てまったく違うものになり、面白いと語っている。
野獣死すべし（1980年）

野獣死すべし（1997年）

野獣死すべし 復讐篇（1997年）

仲代達矢（1959年版）と藤岡弘（1974年版）が主演した東宝作品は、2006年7月に大藪春彦没後10年企画としてDVD発売された。

## サウンドトラック
- 野獣死すべし　オリジナル・サウンドトラック（2023年9月20日/CINEMA-KAN/規格番号CINK-156）

公開当時のシングル盤（発売：エンゼル・レコード）のテイク、本編で未使用のテイクも収録されている。